# Bernd Florschütz
Bernd Florschütz (* 28. März 1942) ist ein ehemaliger deutscher Fußballtorwart. Für die BSG Motor Steinach hütete er von 1963 bis 1965 das Tor in der DDR-Oberliga, der höchsten Spielklasse im DDR-Fußball.

## Sportliche Laufbahn
Nachdem die BSG Motor Steinach 1963 in die DDR-Oberliga aufgestiegen war und ihr bisheriger Stammtorwart Langhammer seine aktive Laufbahn beendet hatte, verpflichtete die BSG als neuen Torwart den 21-jährigen Bernd Florschütz, der bisher bei der drittklassigen BSG Motor Mitte Suhl im Tor gestanden hatte. Zunächst gab Trainer Heinz Leib dem ebenfalls neu hinzugekommenen Torwart Klaus Heinzel den Vorrang, der bis zum 17. Spieltag ohne Unterbrechung das Steinacher Tor gehütet hatte. In diesem Spiel erlitt er eine Gehirnerschütterung, und Florschütz übernahm für den Rest der Saison in sieben Spielen die Torwartposition. Als Heinzel nach der Saison Steinach verließ, wurde Florschütz zur unumstrittenen Nummer eins im Tor und wurde 1964/65 in allen 26 Oberligaspielen eingesetzt. Auch nach dem Oberliga-Abstieg 1965 blieb Bernd Florschütz bis 1975 Torwart der BSG Motor Steinach. In den der Oberliga folgenden zehn Spielzeiten kam er in der zweitklassigen DDR-Liga, die in diesem Zeitraum 268 Punktspiele austrug, noch 218-mal zum Einsatz. Anschließend wurde er bei der BSG Torwarttrainer und später Leiter der Sektion Fußball.